# 가키기 료스케
가키기 료스케(일본어: 柿木 亮介, 1991년 12월 23일 ~ )는 일본의 전 축구 선수이다.

## 구단 경력
그는 2014년부터 2018년까지 J리그의 가이나레 돗토리, 후지에다 MYFC에서 활동하였다.